# 周振兴
周振兴（1927年—2024年4月23日），曾用名周隆轩，男，山东齐河人，中华人民共和国政治人物，曾任中共菏泽地委书记，山东省人民政府副省长，中共青岛市委书记，中共山东省委统战部部长，山东省政协副主席。